# Marstall
Marstall is een Duitse term in de architectuur. Het woord der Marstall heeft geen equivalent in andere talen dan het Duits.

## Omschrijving
In Duitsland en Oostenrijk wordt het begrip Marstall (oorspronkelijk: merrie- of paardenstal) gehanteerd voor een koetshuis met omliggende gebouwen ten behoeve van alle paarden en rijtuigen van een paleis. De Koninklijke Stallen te Den Haag en die bij Paleis het Loo in Apeldoorn vallen onder dit Duitse begrip. In de Engelse taal kan Marstall ongeveer met mews vertaald worden, maar deze begrippen dekken elkaar niet volkomen. De Royal Mews bij Buckingham Palace te Londen zou in het Duitse taalgebied ook Marstall genoemd zijn. Het Franse begrip haras omvat ook enige van dit soort gebouwencomplexen, maar betekent eigenlijk een grote stoeterij. De Grande Écurie te Versailles kan men de Marstall van de koningen van Frankrijk noemen. Een vergelijkbaar Frans, 18e-eeuws, gebouwencomplex wordt gevormd door de Grote  Stallen (Grandes Écuries) van het Kasteel van Chantilly. De Hovstallet in de Zweedse hoofdstad Stockholm was oorspronkelijk een soortgelijk hippisch complex; tegenwoordig is er ook het wagenpark van koninklijke auto's ondergebracht.
Een Marstall kan een zeer omvangrijk gebouwencomplex zijn. Het omvat, naast een manege, paardenstallen en opslagruimtes voor zadels, paardentuig en -beslag, vaak een paardrijhal en een terrein voor dressuur, een werkplaats voor een hoefsmid, en woonruimte voor het personeel. Het personeel van een Marstall staat onder leiding van een al dan niet keizerlijke of koninklijke (opper-)stalmeester.  Ook zijn er soms de opleidingsfaciliteiten van een (koninklijke) hofrijschool, zoals de Spaanse Rijschool te Wenen, aanwezig. 
De meeste nog bestaande Marställe staan in het Duitse taalgebied en dateren uit de 17e, 18e of 19e eeuw. Veel van deze representatieve gebouwencomplexen werden in late renaissance-, barokstijl of in de stijl van het classicisme opgetrokken. Vrijwel altijd staan Marstall-gebouwen in de directe omgeving van een paleis of maken daar deel van uit.

## Gebruik van de gebouwen
Een aantal Marställe behoort bij paleizen, die nog als vorstelijke residentie worden gebruikt. Deze dienen, vaak uit respect voor hoftradities, nog steeds hun oorspronkelijke doel. Bij  Kasteel Bückeburg is in 2004 een Marstall als hofrijschool in ere hersteld.
Veel Marställe hebben vanaf de 20e eeuw, toen de auto het paard en het rijtuig als vervoermiddel verdrong, een andere bestemming gekregen.  Soms werden er musea of overheidsarchieven in ondergebracht. Enkele zijn als kantoorgebouw, horecagelegenheid of concertzaal in gebruik. Onder andere te Heidelberg (Duitsland) is een voormalige Marstall onderdeel van de universiteit geworden. 

## Afbeeldingen

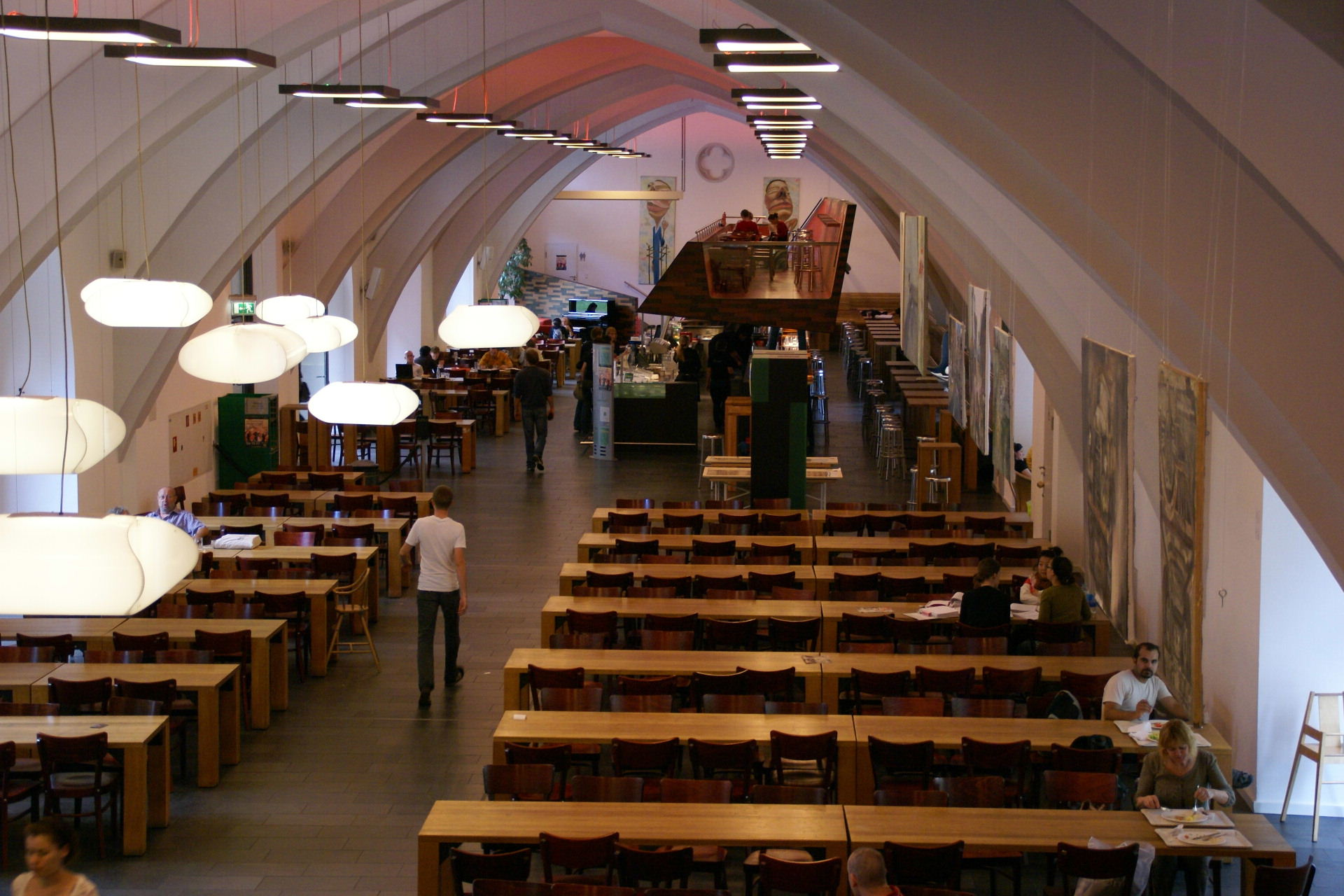
Mensa van de Universiteit Heidelberg, voorheen bergplaats voor paardentuig in de Marstall
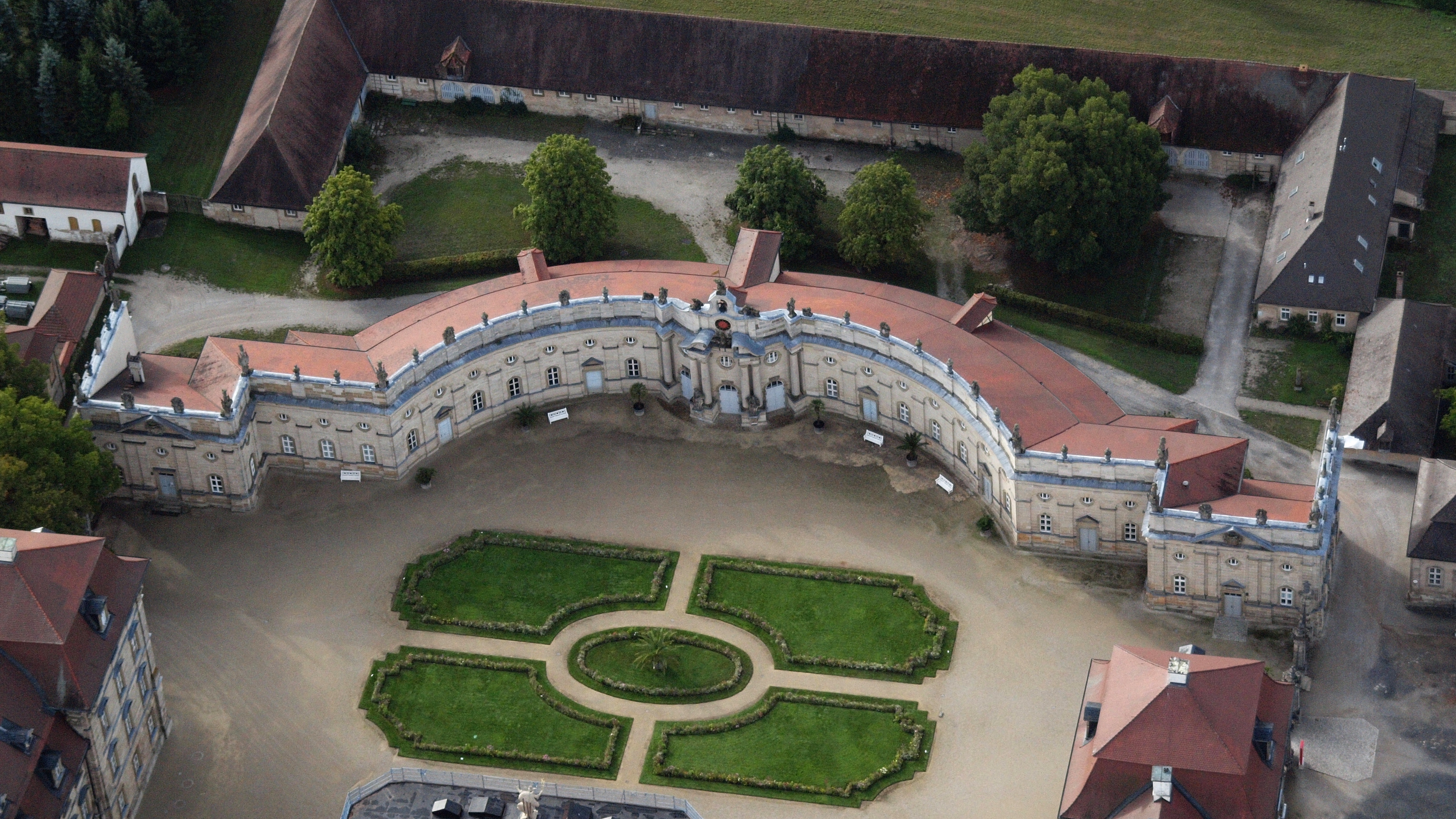
Marstall Schloss Weißenstein, Pommersfelden
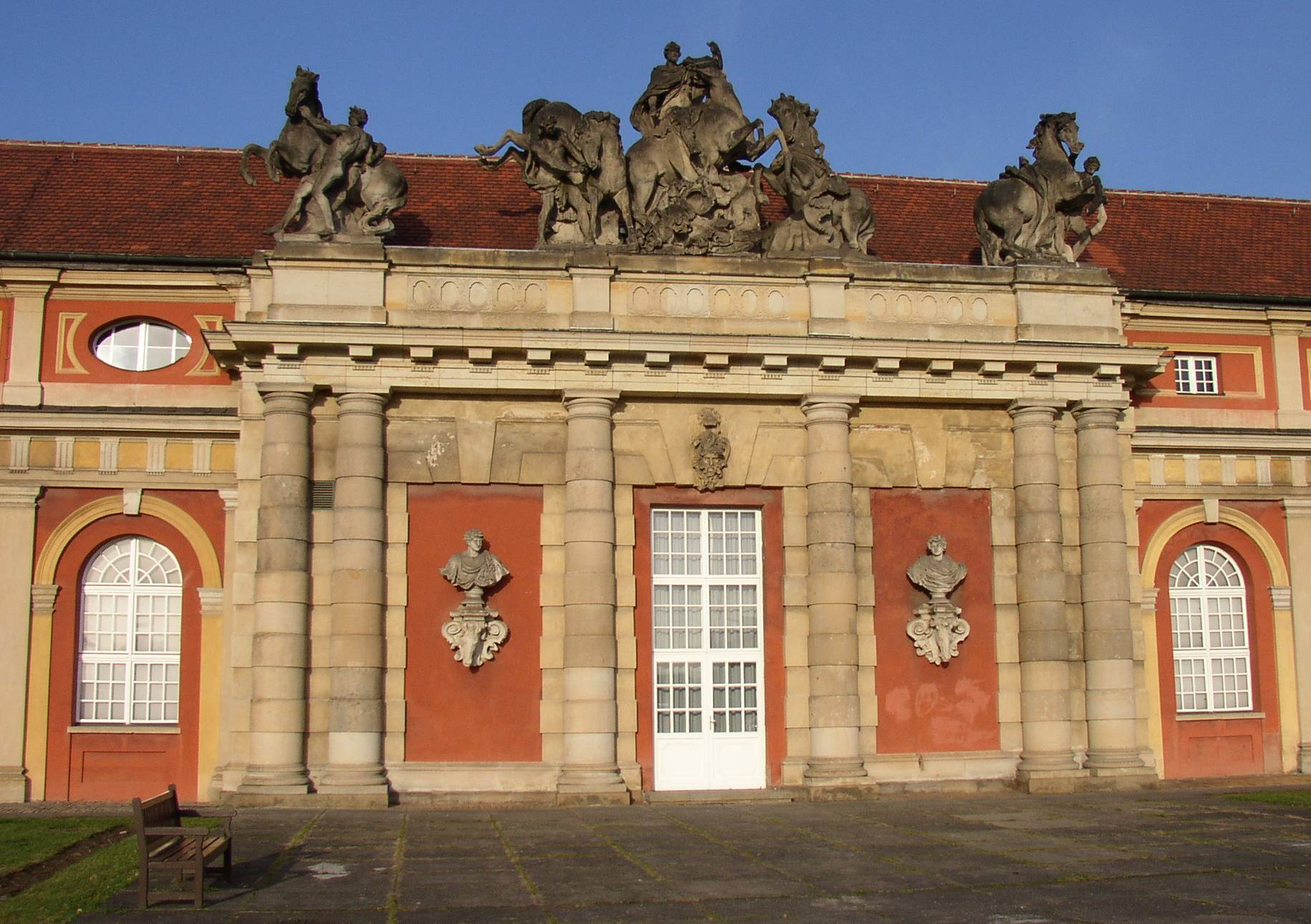
Ingangsportaal van de in 1685 voor de koningen van Pruisen gebouwde  Marstall te Potsdam (tegenwoordig Filmmuseum)
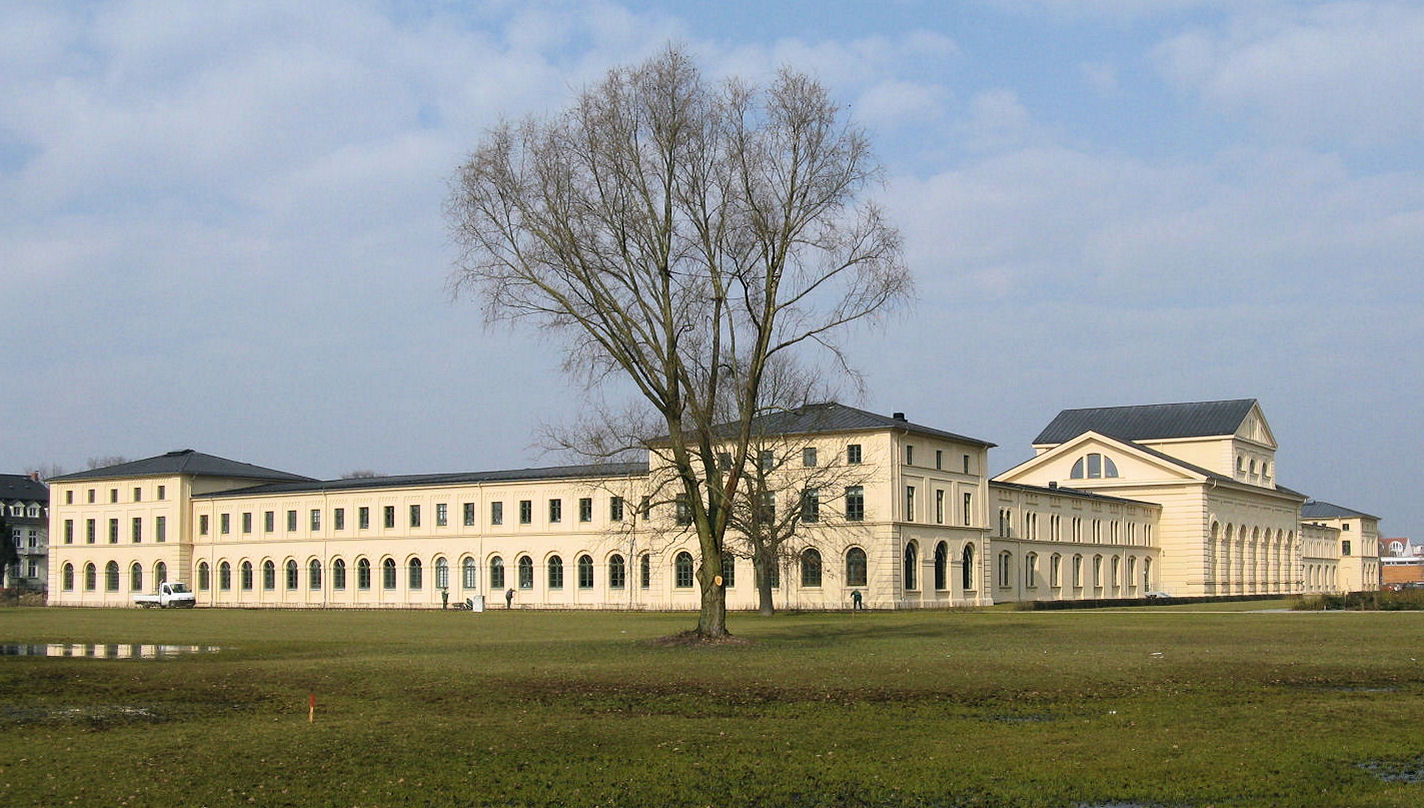
Marstall te Schwerin
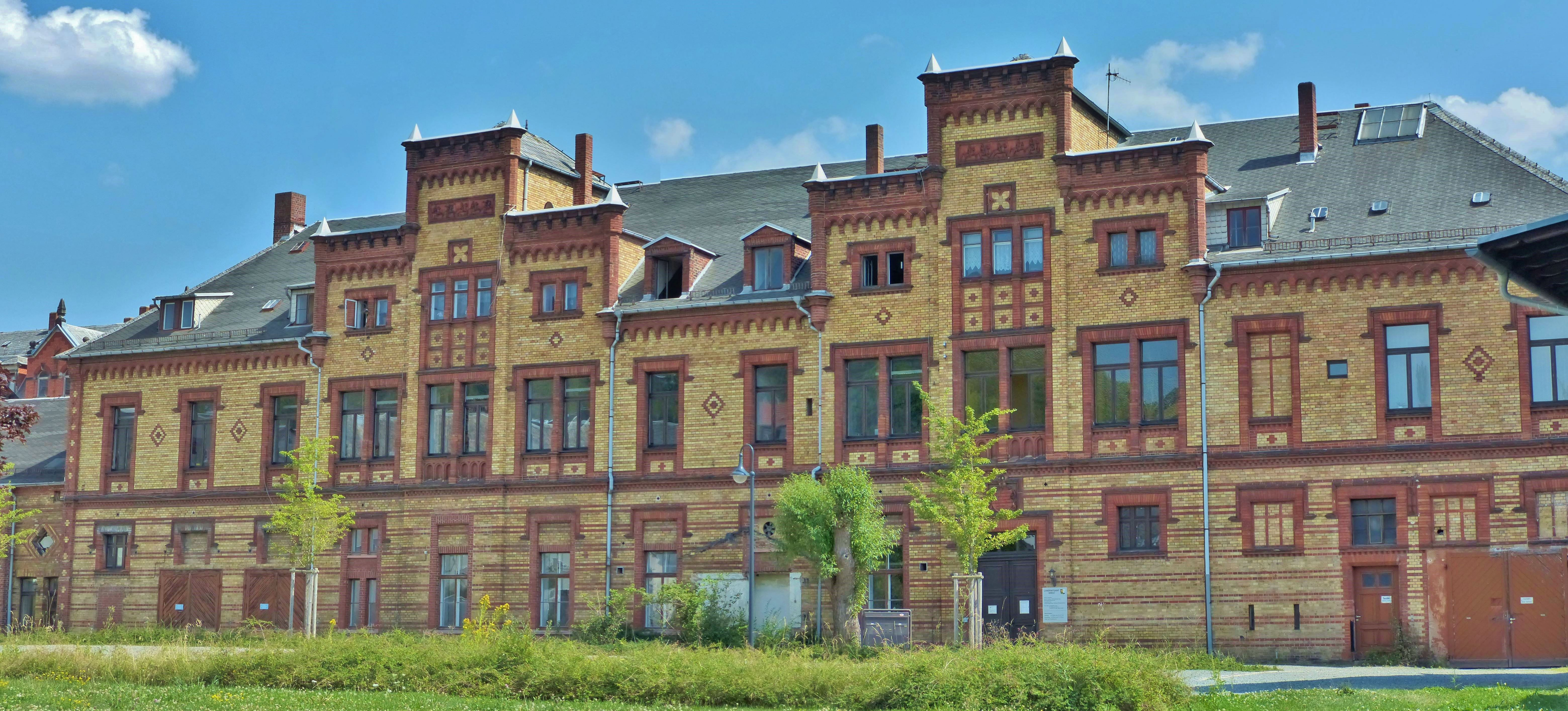
Marstall te Greiz, Thüringen
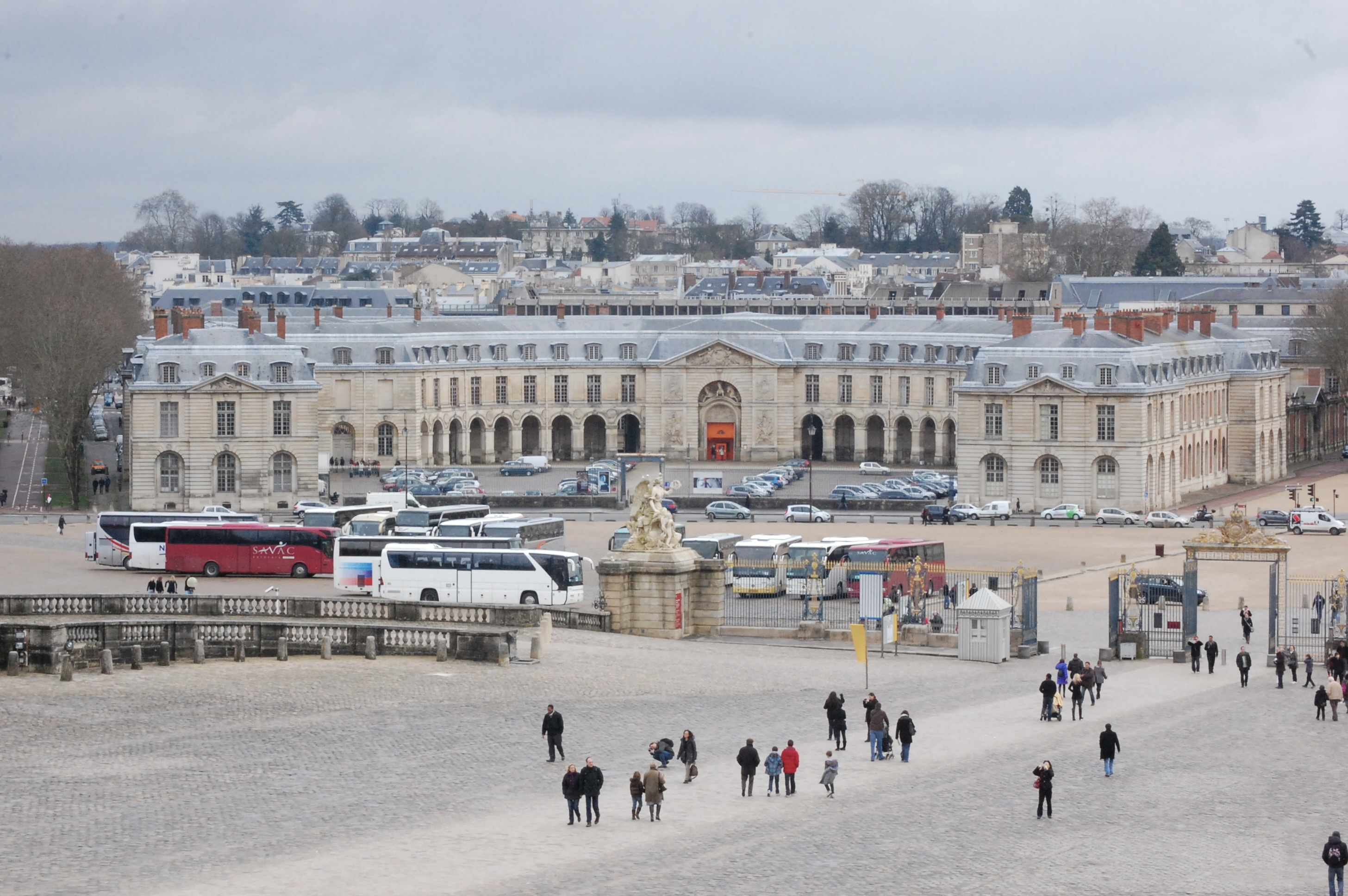
Grande Écurie, Versailles
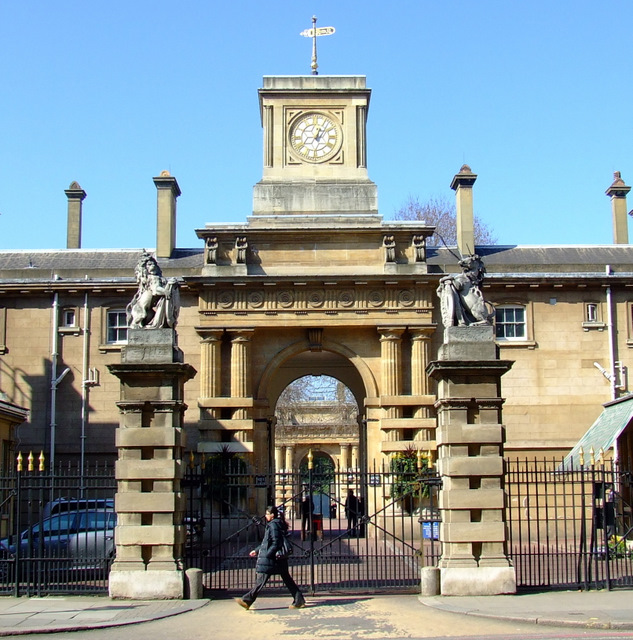
Ingang The Royal Mews, Buckingham Palace, Londen
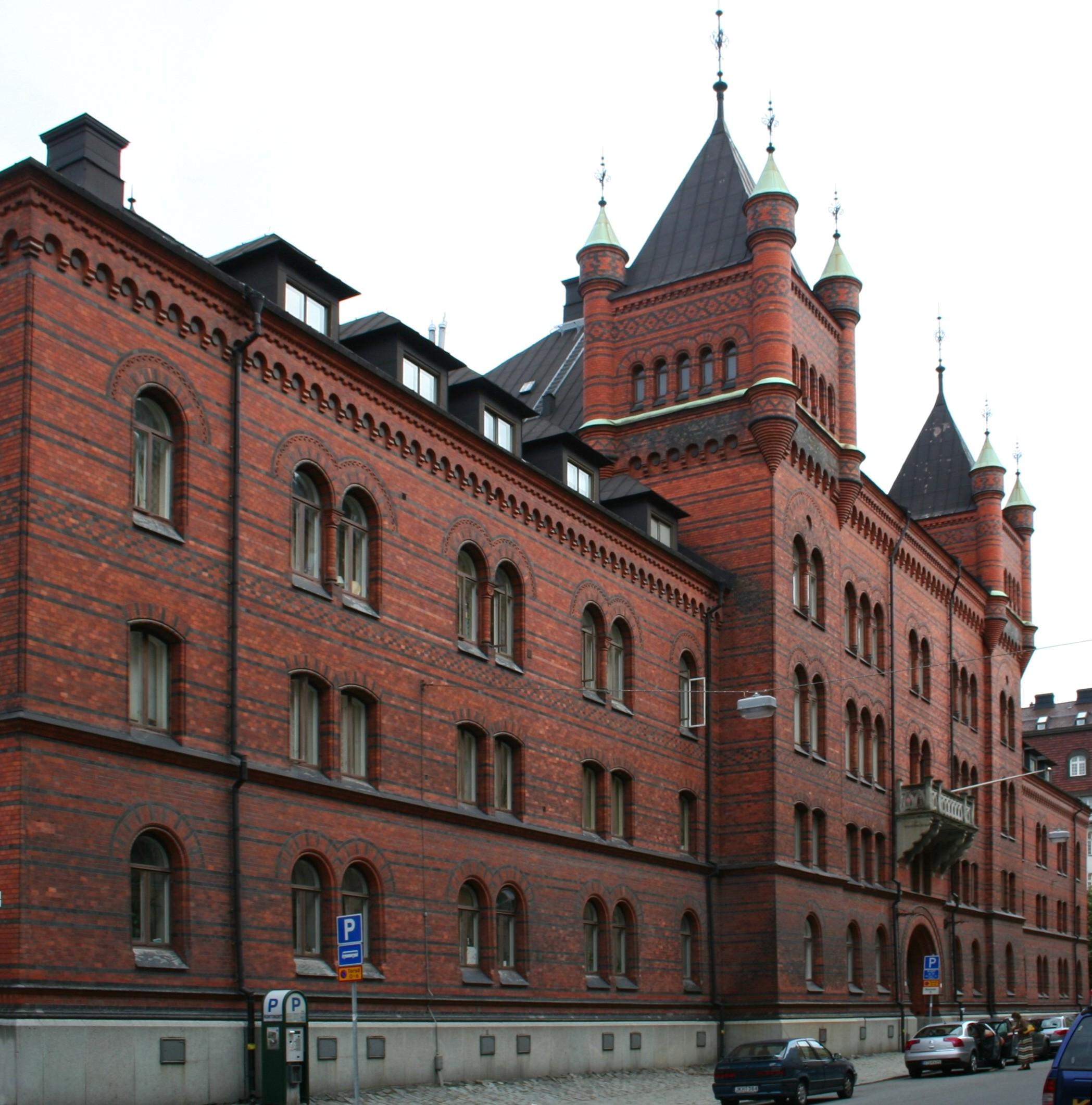
H.M. Konungens Hovstall (Koninklijke Hofstal), Stockholm, Zweden
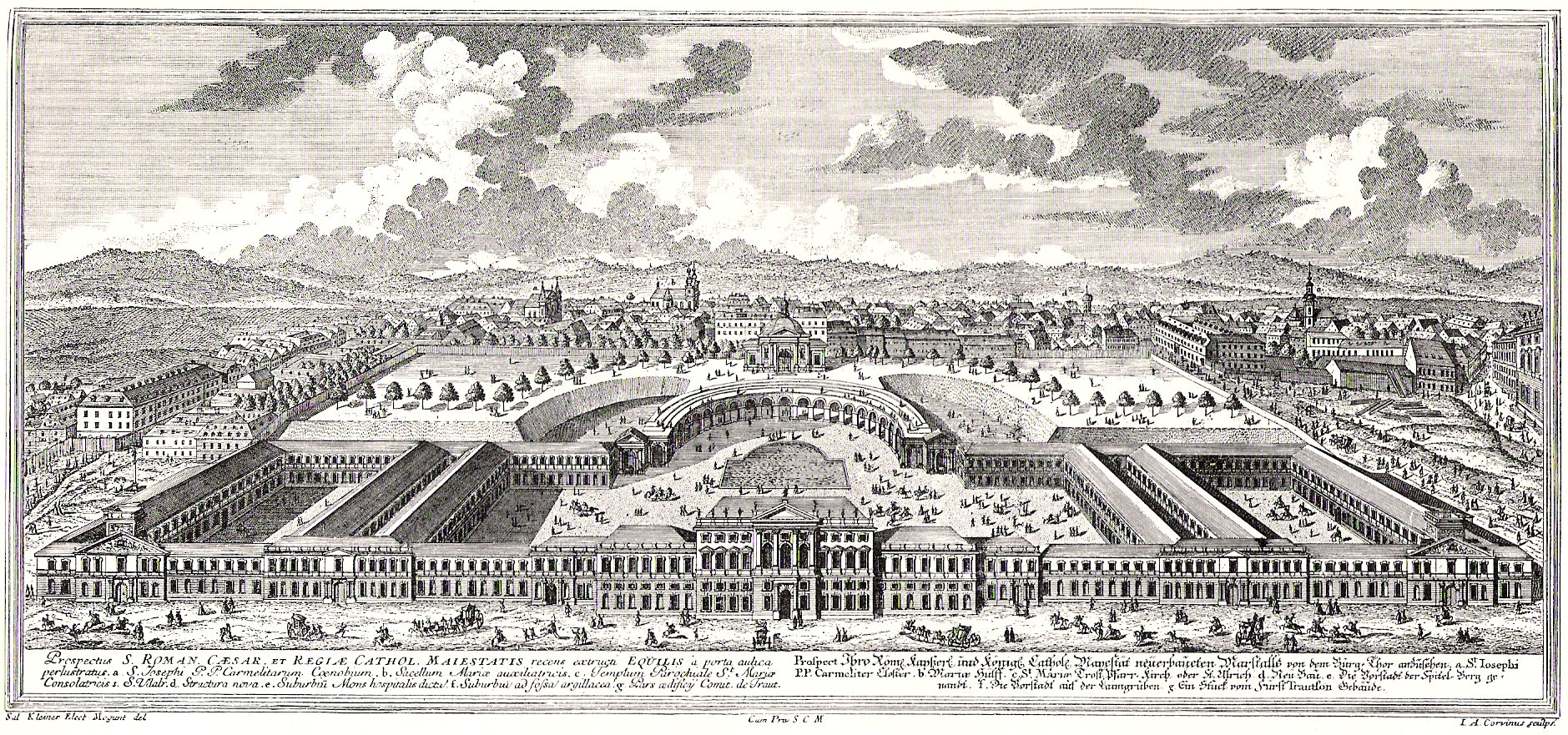
Hofstallungen, Wenen, Oostenrijk (1720; tegenwoordig het MuseumsQuartier)